# Slavutytj
Slavutytj (ukrainsk: Славу́тич) er en by og hromada (kommune) i det nordlige Ukraine, der blev bygget til det evakuerede personale fra Tjernobyl-kernekraftværket efter katastrofen i 1986, der fandt sted nær byen Pripyat.Selv om den er gografisk placeret i Tjernihiv rajon, Tjernihiv oblast, er Slavutych administrativt underlagt Kyiv oblast og er en del af Vysjhorod rajon. I 2025 havde byen 19.000 indbyggere.

## Geografi
- Eksklaven Slavutytj (markeret med rødt foroven til højre) i Tjernihiv rajon (en del af Tjernihiv oblast) og Kyiv oblast til venstre
- Ripky Raion i Tjernihiv Oblast. Den ikke-skraverede hvide prik i den sydlige kant angiver byen Slavutych.

Slavutych ligger på venstre bred af floden Dnepr, 40 kilometer fra Tjernihiv, 45 kilometer fra byen Pripjat, 50 kilometer fra Tjernobyl (begge i Ivankiv rajon) og 200 kilometer fra Kyiv. Selv om den geografisk ligger i Tjernihiv rajon (en del af Tjernihiv oblast, indtil 2020 i Ripky rajon), hører den administrativt set til Kyiv oblast. Det er en administrativ eksklave, som før 2020 ikke hørte til nogen rajon. Før den administrative reform i 2020 blev byen klassificeret som en by af regional betydning. I 2020 blev Slavutych nedgraderet til en by af distriktsbetydning og blev en del af Vysjhorod rajon.